# Google Chrome
Pour les articles homonymes, voir Chrome (homonymie), ChromeOS et Google.
Chrome est un navigateur web propriétaire développé par Google depuis 2008, basé sur le projet libre Chromium fonctionnant sous Windows, MacOS, Linux, Android et iOS.
Il est annoncé le 1er septembre 2008, la veille de la sortie de la première version bêta. La première version stable est quant à elle dévoilée le 11 décembre 2008. Selon l'institut StatCounter, Google Chrome devient en juin 2012 le navigateur le plus utilisé dans le monde, avec environ un tiers des utilisateurs. En mars 2021, sa part de marché est de plus de 65 % toutes plateformes confondues.

## Développement

### Contexte
Partant du constat que le temps passé sur internet est en constante augmentation, Google a décidé de créer un navigateur qui soit rapide, dynamique et innovant, afin d'économiser du temps d'une part, mais également d'être adapté au contenu des pages web qui évoluent et se complexifient année après année. En effet, Chrome ne se veut pas être un simple navigateur, mais un logiciel destiné à optimiser le fonctionnement des services en ligne et, à terme, à promouvoir le cloud computing.
Depuis début 2007 (voire bien avant), des rumeurs concernant la conception d'un navigateur Web par Google circulaient sur Internet. Google avait acheté le nom de domaine « Gbrowser.com », ce qui signifie « navigateur internet G », la lettre G renvoyant à Google comme pour Gmail.
Néanmoins, on apprendra lors d'une conférence en juillet 2009 qu'Eric Schmidt, le PDG de Google, a déclaré que depuis six ans, il était contre la volonté des cofondateurs Sergey Brin et Larry Page de construire un navigateur Web indépendant et un système d'exploitation. Il a expliqué que la société était faible à l'époque et qu'il ne voulait pas subir les dégâts d'une guerre concurrentielle avec les grands navigateurs alors présents. Par la suite, les fondateurs ont embauché plusieurs développeurs de Firefox et ont construit une version de démonstration de Chrome. Depuis, Eric Schmidt, s'est ravisé puis est devenu un grand partisan de Chrome et de Chrome OS.
Le projet a dès lors été imaginé et conceptualisé dans une ferme danoise dès le début 2007, par Lars Bak qui ne voulait pas s'expatrier du Danemark pour travailler au Googleplex en Californie. Il affirma : « Mais ma femme et moi voulions que nos filles grandissent en Danoises ».
Après plus d'un an et demi de travail, l'annonce de sortie était programmée le 3 septembre 2008, et une bande dessinée par Scott McCloud devait être envoyée aux journalistes et blogueurs en expliquant les caractéristiques et les motivations du nouveau navigateur, mais à la suite d'un incident, l'annonce et la publication de la BD se firent deux jours plus tôt, le 1er septembre 2008.

### Émergence d'un nouveau navigateur
Le 1er septembre 2008 a été publiée une bande dessinée créée par le dessinateur Scott McCloud expliquant les différentes fonctionnalités du navigateur et les évolutions en performance que celui-ci apporte par rapport à ceux existants à l'heure actuelle sur le marché. Elle met en scène les développeurs du logiciel. La sortie du navigateur a été une surprise générale,, puisque Google est resté silencieux jusqu'à la publication de la BD, et n'a pas « préparé le terrain ».
La première version bêta est disponible depuis le 2 septembre 2008 pour les systèmes Microsoft Windows version XP SP2 et ultérieurs. Sa compilation nécessite Microsoft Visual Studio. Lors de sa sortie, le jeune navigateur était en concurrence avec Internet Explorer 7 qui allait prendre sa retraite en mars 2009, et Safari 3, bientôt remplacé par la version 4 fin février 2009, ainsi que Mozilla Firefox 3 principalement. Des versions Linux et Mac ont été lancées début décembre 2009.
La version 1.0, c'est-à-dire celle définitive et stable, a été lancée le 25 décembre 2008, sans apporter d'innovation.

### Montée d'un concurrent, fruit d'une politique novatrice
En moins d'un mois, les statistiques ont montré que Chrome avait acquis 1 % des utilisateurs. Cet afflux s'explique par le buzz généré par un tel événement, et se confirme lorsqu'une fois la frénésie passée, Chrome a affiché une légère baisse. Dès ses premiers jours, Chrome bénéficie d'un accord avec Sony qui l'installe sur ses PC en tant que navigateur par défaut, au détriment d'Internet Explorer.
Lors de chaque nouvelle version, les performances du navigateur s'accroissent, principalement en matière de vitesse. Ainsi, depuis sa première version, on a constaté sur la bêta de la version 5 un gain de cette vitesse compris entre 213 % et 305 %. L'essoufflement d'Internet Explorer couplé au succès du navigateur le font passer devant Safari aux États-Unis, ce qui lui offre la troisième position en part de marché.

### Google Chrome Canary, laversion Alphadu logiciel
Depuis 2010 pour Windows, 2011 pour Mac OS et enfin 2013 pour Android, la version Alpha de Google Chrome est disponible en téléchargement sur le site officiel de Google sous le nom de Google Chrome Canary. Tout utilisateur averti de l'instabilité particulière de cette version du logiciel peut désormais utiliser les dernières fonctionnalités en cours de développement. Google Chrome et Google Chrome Canary peuvent être exécutés simultanément. Cette version alpha de ce logiciel est partiellement en français.

## Aspects du navigateur

### Aspect graphique

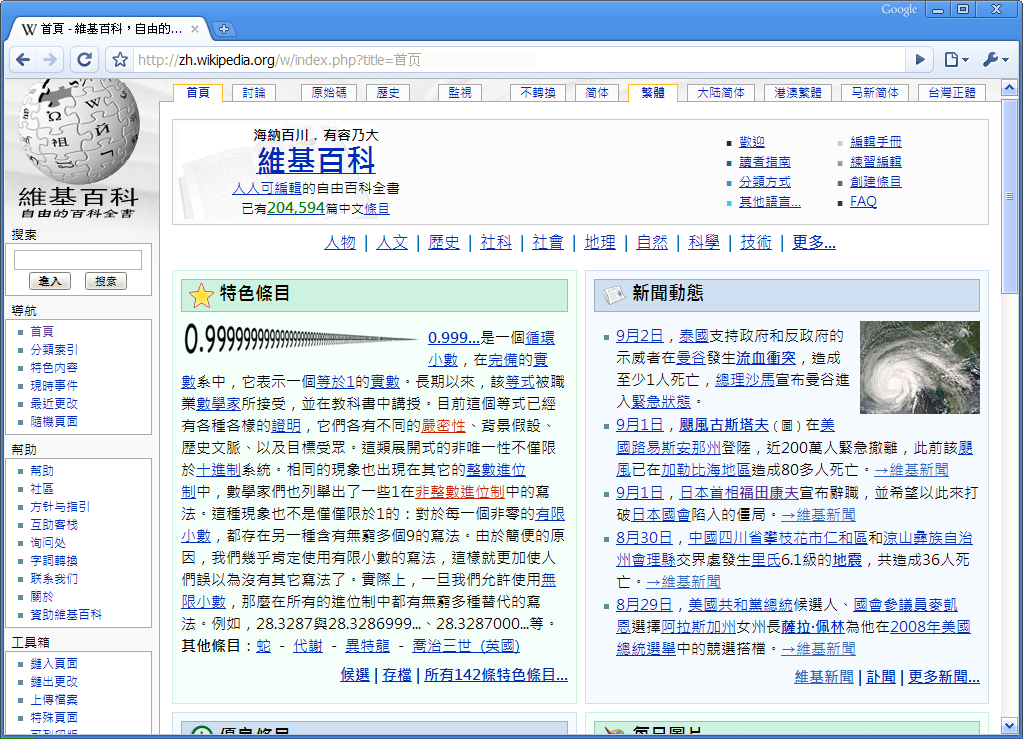
Zone d'affichage, barres multiples, ascenseur, menu et favoris.

L'aspect du logiciel de Google se conforme au design des fenêtres des systèmes d'exploitation dans lequel il est installé. Quel que soit l'environnement, le design se veut simple et épuré, selon l'habitude de son concepteur. Sous Microsoft Windows, Chrome applique l'interface Luna de Windows XP et Windows Aero de Vista et 7. Sous Mac OS X, Chrome se fond également dans l'interface.
Structurellement, les fenêtres de Chrome conservent une structure similaire aux principaux navigateurs concurrents. L'interface utilisateur est composée d'une zone d'affichage gérée sous forme d'onglets. Les pages de format spécial sont manipulées à l'aide de barre de défilement. Les fonctions page précédente, page suivante, actualiser, page d'accueil, et ajouter aux favoris restent aux emplacements traditionnels.
Google apporte cependant plusieurs innovations dès la première version : premièrement, les barres d'outils et de menu sont réduites à deux icônes dans le coin supérieur droit ; deuxièmement, la barre de titre reste toujours vierge ; et enfin, les barres d'adresse et le champ de recherche fusionnent au profit d'une barre intelligente, dite omnibox. Pour les langues dont l'écriture est alignée à droite, l'interface graphique du navigateur est horizontalement inversée.
Le comportement du logiciel est par ailleurs très plastique. Il est possible de « sortir » un onglet pour en faire une fenêtre, et inversement, de fusionner des fenêtres en glissant les onglets dans une même fenêtre. Ceux-ci se repositionnent si l'utilisateur les place de manière inadéquate, et peuvent se rétrécir en les écrasant sur la gauche avec la souris. Le navigateur tout entier peut être comprimé en une moitié d'écran si on laisse le pointeur cliqué sur le front, qu'on déplace la fenêtre entière sur le milieu des côtés de l'écran. Cette innovation sera reprise dans l'interface graphique de Windows 7.
Depuis la version 3.0, le navigateur offre une possibilité de personnalisation visuelle inédite, par le biais de thèmes téléchargeables et parfois conçus par des particuliers. Lors du lancement de cette nouvelle version, 29 thèmes étaient utilisables. Pour la version suivante, Google a sollicité plusieurs artistes pour étoffer sa galerie de thèmes, et 95 nouveaux skins ont été ajoutés.

### Fonctionnalités et caractéristiques techniques

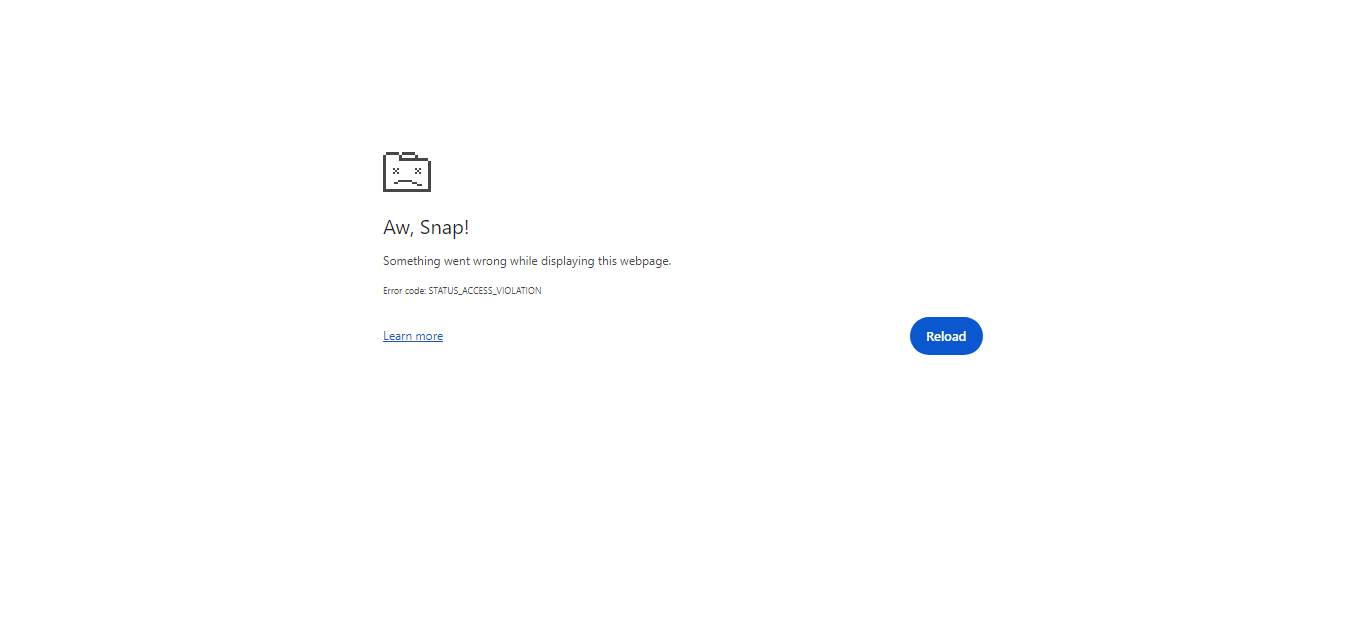
Capture d’écran d’un crash

Chrome a été conçu à partir de 25 bibliothèques de code différentes. Ces dernières proviennent de Google ou de tiers, telles les bibliothèques « Netscape Portable Runtime (en) », « Network Security Services (en) », « NPAPI (en) » de Mozilla, ainsi que la base de données SQLite et de nombreux autres projets open source. La machine virtuelle JavaScript a été considérée comme un projet suffisamment important pour que son développement et sa gestion soient assurés par une équipe distincte coordonnée par Lars Bak à Aarhus au Danemark.
Selon Google, les implémentations de JavaScript existantes ont été conçues « pour de petits programmes, où la performance et l'interactivité du système n'étaient pas si importantes » [réf. souhaitée], alors que les applications web telles que Gmail « utilisent beaucoup plus le navigateur web quand il s'agit de manipulations du DOM et de JavaScript » [réf. souhaitée]. De ce fait, le navigateur bénéficierait grandement d'un moteur JavaScript qui lui permettrait de fonctionner plus vite.
Comme la plupart des navigateurs, Chrome a été testé en interne avant sa mise à disposition des testeurs. Les tests automatisés ont affiché 99 % de réussite. Le fonctionnement des nouvelles versions du navigateur est automatiquement mis à l'épreuve sur des dizaines de milliers de sites web fréquemment consultés à l'intérieur de l'index Google pendant 20 à 30 minutes.
Chrome intègre par défaut Gears, une API permettant d'accéder tout en étant hors connexion à ses données (par exemple la suite bureautique en ligne Google Documents), et permet l'accès à des applications web hors du navigateur. Google Chrome emprunte également des fonctionnalités à ses concurrents tels un système d'accès aux favoris proche du Speed Dial d'Opera et une barre d'adresse intelligente appelée omnibox.
Fin mars 2010, Google annonce son intention d'intégrer Adobe Flash Player dans son navigateur, ce qui a provoqué la déception de la communauté des logiciels libres, dénonçant une consommation de ressources importantes ainsi qu'une politique visant à maintenir Adobe Flash comme indispensable pour une partie du web.
Chrome utilise :
- le moteur de rendu HTML utilisé par Chrome était WebKit (le moteur de rendu qu'utilise Safari) jusqu'en avril 2013 mais Google annonce alors que le navigateur utilisera Blink[29], qui est une version modifiée (dans le jargon un fork) de WebKit ;
- un nouveau moteur JavaScript baptisé V8, annoncé comme très performant grâce à :
  - une compilation à la volée du code JavaScript en langage machine ;
  - un accès immédiat aux attributs, obtenu grâce à une représentation interne sophistiquée (orientée objet et typée dynamiquement) des éléments JavaScript ;
  - un ramasse-miettes efficace, par des pointeurs et des objets clairement identifiés[30] ;
- un espace mémoire et un processus exclusif pour chaque composant ou onglet afin de gagner en vitesse et en sécurité ;
- une barre d'adresse qui propose des sites ou des suggestions grâce au complètement automatique ;
- une page d'accueil dynamique avec un visuel des huit sites les plus visités, des derniers favoris, des derniers onglets fermés et des dernières recherches ;
- un mode de navigation privée, où rien ne sera conservé une fois l'application arrêtée ;
- une ségrégation des droits entre différents onglets.

Début 2023, Google cesse le développement de Chrome pour les ordinateurs exécutant Windows 7 et Windows 8, la dernière version compatible étant la 109.

### Extensions
Google Chrome dispose d'un système de gestion d'extensions (actif depuis la version 4 Beta) permettant d'ajouter de nombreuses fonctionnalités au navigateur. Cette fonction répond au manque critiqué depuis sa sortie. Les extensions permettent par exemple de bloquer la publicité des sites Web, d'afficher la météo, de fournir des outils d'aide au développement Web, etc. Les extensions se mettent à jour automatiquement et de façon transparente. Il n'y a pas besoin de redémarrer le navigateur lors de l'installation ou la mise à jour d'une extension.
Il est relativement facile de créer une extension pour Google Chrome, car elles sont écrites avec les mêmes langages utilisés pour créer une page Web : le HTML et le JavaScript. Les extensions de Google Chrome sont lancées dans un processus indépendant. Ainsi, une extension boguée ne pourra pas faire planter le navigateur.
Google a mis à disposition une galerie d'extensions (= add-ons) dans plusieurs langues. Le 4 mars 2010, la galerie en proposait plus de 3 000. En plus des extensions, cette galerie permet de télécharger des nouveaux thèmes graphiques.
Le mardi 20 avril 2010 a été détecté un cheval de Troie par l'équipe de Bitdefender qui se faisait passer pour une extension de Google Chrome (Trojan.Agent.20577).
En août 2020, Google propose aux utilisateurs une nouvelle extension nommée Ads Transparency Spotlight. Cette fonctionnalité permet aux internautes de connaître la provenance des publicités et les informations utilisées (emplacement, centre d'intérêt, remarketing, etc.).

### Plateforme des extensions
Manifest est le framework, ou la plateforme des extensions de Google Chrome, soit l’élément du navigateur qui régit le fonctionnement des extensions de navigateur, ainsi que les autorisations qui leur sont accordées. Ses fichiers décrivent la structure et le comportement des extensions, dictant la manière dont elles interagissent avec le navigateur et les pages web[réf. nécessaire]

### Applications
Google ne veut pas simplement améliorer son navigateur avec l’apparition des extensions, il veut aller beaucoup plus loin en proposant une galerie d'applications, qui seront en réalité des sites internet qui répondent à des besoins et des services précis. Ces applications web sont logées dans un onglet sur la gauche du navigateur, avec un logo plus gros. Elles feront leur apparition avec la version 7 ou 8 de Chrome ainsi que la première version de Chrome OS, et certaines seront accessibles hors ligne. Certaines seront gratuites, et d'autres payantes. Google prend une commission de 5 % sur chaque vente.

### Licence
Google Chrome n'est pas open source, les binaires officiels sont soumis à un contrat de licence utilisateur final (CLUF).

### Vie privée

#### Topics API
Afin de compenser la perte du ciblage publicitaire par cookie, Google Chrome exploite un nouvel outil publicitaire qui détermine les centres d'intérêts de l'utilisateur par rapport à leur historique de navigation. Cependant en France, afin de respecter le RGPD, il est possible de désactiver le Topics API.

#### Mode «Vie privée»
Le mode de navigation privée appelé incognito empêche le navigateur de garder des informations venant des sites web comme l'historique ou les cookies.
Comme pour Internet Explorer de Microsoft, la popularité de Google Chrome a conduit à l'apparition de logiciels malveillants abusant de son nom. Fin 2015, une réplique de logiciel publicitaire de Chrome nommée « eFast » apparaît, qui usurperait l'installation de Google Chrome et détournerait les associations de types de fichiers pour créer des raccourcis pour les types de fichiers courants et les protocoles de communication liés à lui-même, et injecter des publicités dans les pages Web. Son icône d'aspect similaire était destinée à tromper les utilisateurs ,,
Néanmoins, il a été révélé en juillet 2024 que Chrome permet aux sites et services Google d'accéder à l'ensemble des informations sur le matériel et les journaux de visite des internautes sur les domaines Google, sans que cette fonction ne puisse être désactivée. Cette fonction a été trouvée sur les navigateurs utilisant Chrome comme base, tels que Microsoft Edge, Opera et Brave.

### Ne pas suivre
En février 2012, Google a annoncé que Chrome supporterait le Ne pas suivre (DNT) fin 2012. Le protocole a été implémenté dans version 23 de Chrome. En accord avec le standard, l'en-tête n'est pas envoyé par défaut.

## Critiques

### Risque lié au monopole de Google
Également, ce pas de plus effectué par le géant d'Internet a soulevé des inquiétudes chez de nombreuses personnes. L'informaticien français Daniel Glazman, par exemple, s’inquiète du monopole grandissant de Google.

### Clauses abusives
Les clauses du contrat de licence utilisateur ont également fait couler beaucoup d'encre sur la blogosphère et dans la presse électronique. Des inquiétudes ont ainsi été évoquées parmi lesquelles la possibilité pour Google de « cibler le contenu des informations stockées sur les Services, les requêtes formulées à l'aide des Services ou d'autres informations » afin de diffuser des publicités, ou encore le « droit de prévisualiser, réviser, marquer, filtrer, modifier, refuser ou retirer tout ou partie du Contenu issu de tout Service ». Une autre clause semble aller plus loin, en indiquant que l'utilisateur du navigateur Google Chrome concède à Google « une licence permanente, irrévocable, mondiale, gratuite et non exclusive permettant de reproduire, adapter, modifier, traduire, publier, présenter en public et distribuer tout Contenu » qu'il aura « fourni, publié ou affiché sur les Services ou par le biais de ces derniers ». Bien entendu, les clauses légales d'un tel contrat d'utilisation sont sujettes à interprétation et Google a immédiatement réagi en indiquant que ce contrat d'utilisation serait révisé pour prendre en compte les remarques formulées sur Internet.
À la suite des multiples réactions, Google a décidé de modifier la licence utilisateur de son navigateur.

### Risques liés à la sécurité
L'autorité allemande de sûreté des techniques d'information (BSI) a mis en garde les consommateurs à propos de ce navigateur, en recommandant son usage dans des cas limités : « Google Chrome ne doit pas être employé pour un usage d'ordre général », a affirmé un porte-parole de l'autorité fédérale, Matthias Gärtner, dans le quotidien Berliner Zeitung. M. Gärtner a également déclaré : « Pour des raisons de sécurité technique, l'accumulation de données par un fournisseur pose problème ».
Lors de l'installation, Google Chrome donne à l'exécutable Googleupdate.exe[réf. souhaitée] un droit d’exécution silencieuse avec élévation de privilèges dans Internet Explorer. Googleupdate.exe a ainsi le droit de passer outre aux niveaux de protection définis dans Internet Explorer et de mettre le mode protégé à Medium lorsqu’il le décide. Ces modifications peuvent permettre l'envoi à Google d'informations sur les utilisateurs.
En raison des nombreuses informations personnelles qui sont recueillies par Chrome, la société SRWare propose SRWare Iron sur la base du code source de Chromium, qui ne contient plus les fonctions problématiques,.

### Coût environnemental
Le navigateur Chrome est critiqué pour son côté énergivore qui réduit l'autonomie des téléphones et appareils.

### Vie privée
Le navigateur a déjà été surnommé Big Browser, jeu de mots avec Big Brother (« browser » désigne un navigateur web en anglais).
Google Chrome contient des mouchards, qui envoient des informations personnelles, ou pisteurs,, y compris dans la version mobile du navigateur,, à travers des mécanismes optionnels ou non. Certains de ces mécanismes peuvent être optionnellement activés et désactivés à travers l'interface d'installation.
En mars 2010, Google commence à utiliser une nouvelle méthode pour collecter les statistiques d'installation : le seul jeton ID inclus avec Chrome est désormais seulement utilisé pour la première connexion que Google Update fait à son serveur.
La recherche de suggestion incluse dans Google Chrome est critiquée parce qu'elle envoie la suggestion à l'utilisateur avant qu'il appuie sur Entrer, ce qui permet au moteur de recherche de collecter des informations sur l'utilisation que fait l'utilisateur du web.
La possibilité d'utiliser un service web pour aider à résoudre les fautes de frappe a des implications concernant la vie privée.
| Méthode                       | Information envoyée | Quand | Optionnel ? |
| ----------------------------- | --- | --- | ----------- |
| Installation                  | Jeton généré aléatoirement inclus dans l'installeur. Utilisé pour mesurer la popularité de Google Chrome | À l'installation                                                                                            | Non         |
| identifieur RLZ               | Le texte encodé, selon Google, contient des informations ne permettant pas l'identification concernant où Chrome a été téléchargé et la semaine de son installation, et est utilisé pour les campagnes publicitaires | - À chaque recherche dans Google - Au premier lancement et à la première utilisation de la barre d'adresse. | Partiel     |
| clientID                      | Identifiant unique de l'utilisateur | Partiel | Oui         |
| prédictions de l'omnibox      | Texte tapé dans la barre d'adresse. | En tapant                                                                                                   | Oui         |
| Page not found                | Texte tapé dans la barre d'adresse | Recevant messages d'erreur « serveur non trouvé »                                                           | Oui         |
| Google Update (Windows)       | Informations concernant la fréquence d'utilisation de Chrome et des détails concernant la version de Chrome et celle de l'OS                                                                                         | Périodiquement                                                                                              |             |
| Google Software Update (OS X) | Informations concernant la fréquence d'utilisation de Chrome et des détails concernant la version de Chrome et celle de l'OS                                                                                         | Périodiquement                                                                                              | Partiel     |

En avril 2021, Google a lancé des tests du système de suivi publicitaire FLoC, qui permet de faire du profilage publicitaire sans cookie, sur certains utilisateurs de Google Chrome.
En mai 2024, à la suite de la révélation d'un vol de 2 500 documents internes confidentiels par Rand Fishkin, que Google finit par confirmer le 30 mai, l'usage de plusieurs données est révélé par le moteur de recherche, alors que plusieurs représentants de l'entreprise avaient affirmé à plusieurs reprises qu'elles ne l'étaient pas. Ces données concernent Navboost, l'algorithme révélé lors du procès antitrust de 2023, et en particulier les comportements de navigation sur les pages web tels que les clics et les données utilisateur des navigateurs Chrome. S'il n'est pas clair que ces données soient encore exploitées à la date du vol, des doutes subsistent quant à l'exploitation des données issues des navigateurs Chrome,,. Selon ces documents, Chrome aurait été principalement créé pour obtenir ces données de navigation, et permettrait d'identifier où et quand un clic est effectué, de connaître le contexte des clics sur des images et des vidéos, de savoir quand une recherche est reformulée après n'avoir pas donné satisfaction, et d'identifier les personnes qui ont créé chaque contenu.
En juillet 2024, il est révélé que Google Chrome intègre une API permettant aux sites et services de Google d'accéder aux informations telles que le processeur, le processeur graphique, la mémoire vive  et aux journaux de visite des internautes sur les domaines Google. Cette API est intégrée à l'extension hangout services et ne peut être désactivée, bien que cela soit contraire à la législation européenne sur les marchés numériques (DMA). Cette API a été trouvée sur les navigateurs utilisant Chrome comme base, tels que Microsoft Edge, Opera et Brave.

## Identité visuelle
Comme les quatre autres premiers navigateurs, Google Chrome a un logo circulaire. Le logo de Chrome est le même que celui du projet Chromium qui est à sa base, mais les couleurs ont été mises à la norme du logo de l'entreprise Google. En effet, le bleu du centre est sensiblement similaire aux deux lettres « g », le jaune est celui du deuxième « o », le vert renvoie au « l », tandis que le rouge se retrouve dans le premier « o » et dans le « e » final du mot « Google ». Depuis la première version, et jusqu'à la V.10, ces couleurs formaient une coque divisée en trois parties luisantes, semblant recouvrir une sphère grise. Par ailleurs, des ouvertures étaient visibles sur la partie jaune.
À partir de la version 11, le logo a été modifié avec un style graphique aplati et épuré pour gagner en simplicité. Il a été légèrement retouché à partir de la version 46, avec des teintes moins vives et la quasi-disparition des effets de relief.

Logo du 2 septembre 2008 au 2 avril 2011.
Logo du 3 avril 2011 au 9 mars 2015.
Logo du 10 mars 2015 au 30 mars 2022.
Logo de Chrome avec inscription en 2015.
Logo actuel de Google Chrome officiellement utilisé depuis le 30 mars 2022

L'originalité de l'identité visuelle du navigateur a fait l'objet de plusieurs controverses. Certains soupçonnent Google d'avoir remanié le drapeau de Windows afin peut-être de bénéficier de l'aspect mondialement connu de celui-ci. Ce logo serait aussi basé sur d'autres objets ou logos, comme celui de ThinkFree Office, logo avec lequel certains trouvent des ressemblances troublantes ou de Simon, le premier jeu électronique grand public. L'architecture circulaire en trois parties isométriques ressemble également au logo du recyclage.
Depuis la première version sortie fin 2008, le logo n'a pas évolué. Au début de l'été 2009, Google a lancé un concours vidéo pour la réalisation du logo de son navigateur, invitant les participants à faire preuve d'originalité.

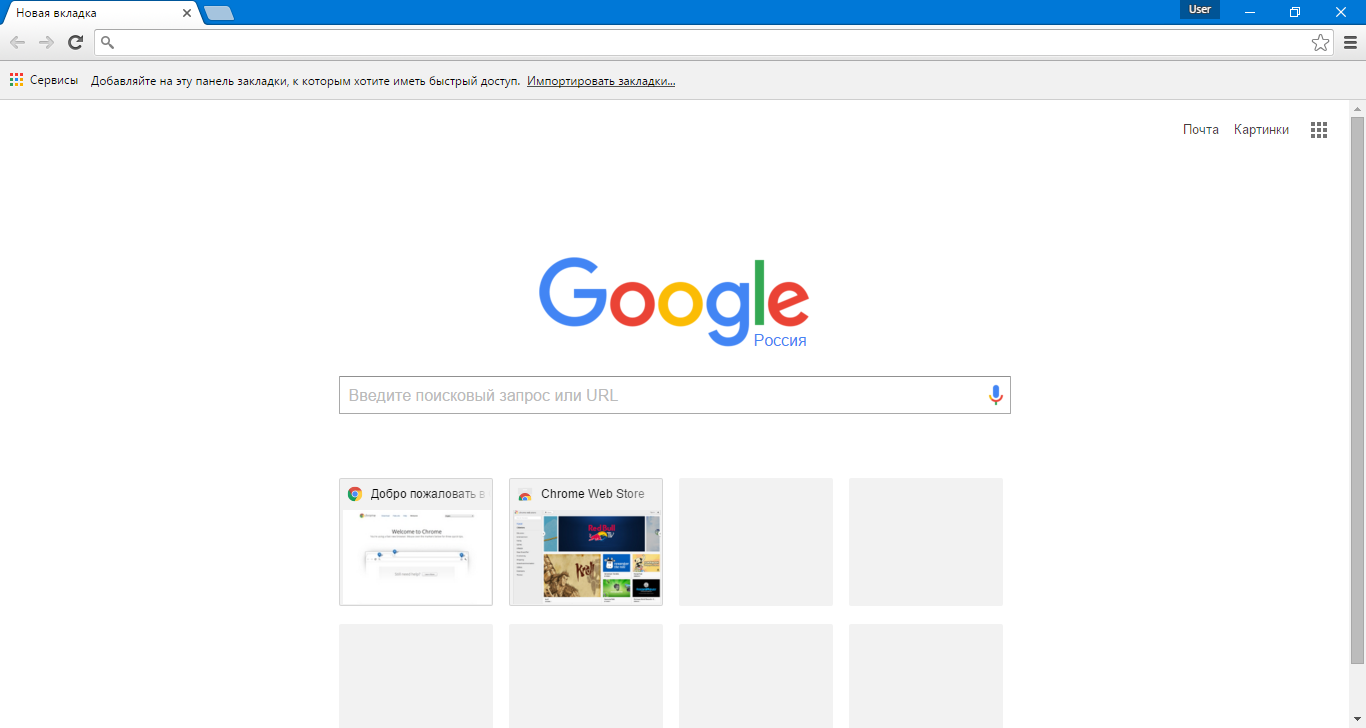
Page d'accueil de Google Chrome 48 sur Windows 10
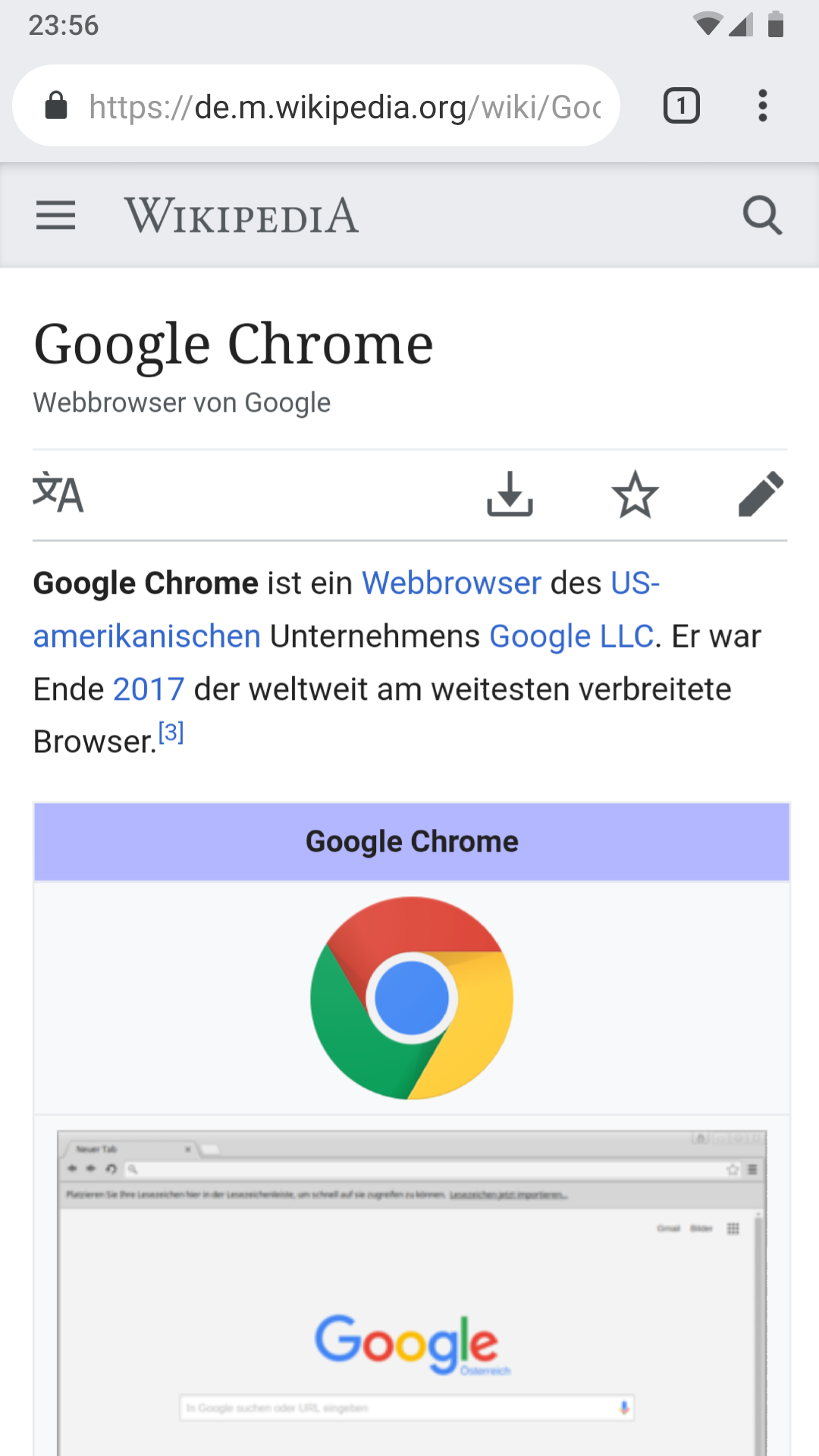
Page d'accueil de Google Chrome 47 sous Android 6.0

## Médiatisation et communication

### Performance aux tests

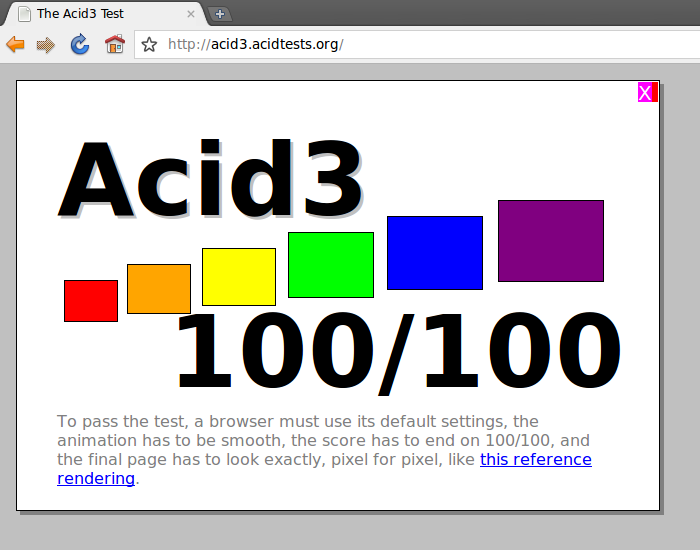

La première version de Chrome a passé les tests Acid1 et Acid2 à 100 %, mais pas Acid3, la dernière version. Il a en effet obtenu un score de 79 points sur les 100 sous-tests. Ces résultats restent honorables pour une première version. Les concurrents principaux à l'époque de sa sortie atteignaient les scores suivants : Internet Explorer 7, 14/100 ; Firefox 3, 71/100 ; Safari 3, 75/100 ; et Opera 9, 83/100. Cependant, la version 2.0 de Chrome passe les 100 sous-tests. Idem lors de sa maturation en 3.0, toutefois, un « X » est apparu dans le coin supérieur droit, pour des raisons des polices téléchargeables, désactivées par mesure de sécurité. Google a communiqué que son navigateur en version 4.0 était à nouveau supérieur en performance, et de ce fait, qu'il avait passé avec succès Acid 3, sans rencontrer le problème mineur précédent.
Les mêmes résultats sont affichés pour la version 5 sous Windows 7 en 64 bits, et en matière de rapidité, il était respectivement 14,2 fois plus rapide que les versions à jour d'Internet Explorer 8, 2,29 fois plus que Firefox 3.6.3, 1,48 fois plus que Safari 4.05, mais néanmoins 4 % plus lent qu'Opera 10.53. Outre la plateforme traditionnelle, le navigateur surpasse tous les autres sur MacOSX et Ubuntu 10.04.
Passé les versions « jeunes » du navigateur « nouveau », les tests des nouvelles versions ont été de moins en moins publiées, probablement en raison de résultats très similaires d'une version à l'autre. Google s'exprime en mai 2011 au sujet des benchmarks pour les navigateurs en déplorant l'inefficacité de ceux-ci, vieillissants et plus adaptés face à la vitesse des évolutions (JavaScript, HTML5, CSS3, accélération matérielle…). Cet état de fait aurait pour conséquence une pénalisation des navigateurs rapides, et des résultats peu réalistes. Partant de ce constat, Google annonce avoir optimisé les tests Sunspider et Kraken,.

### Publicité

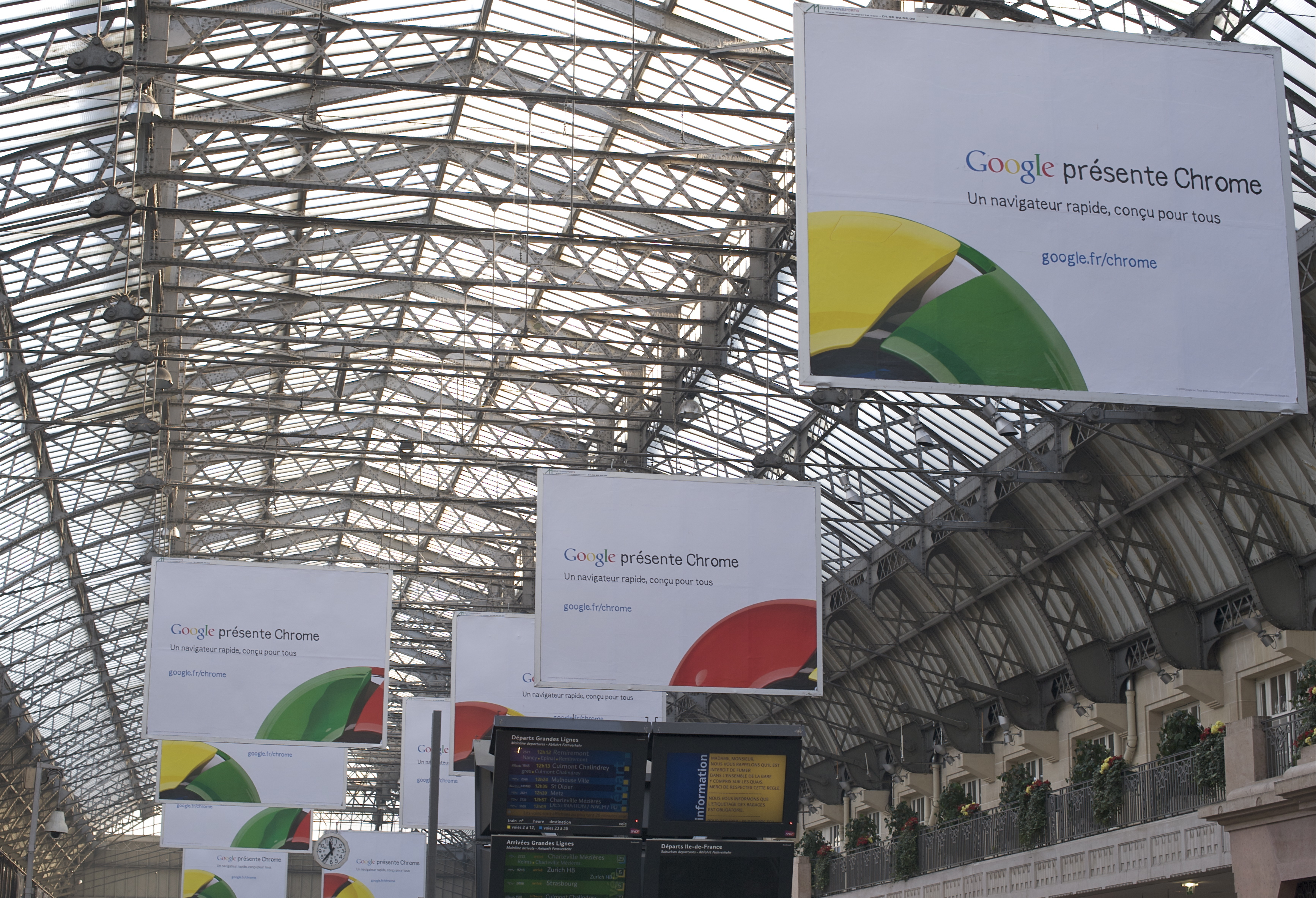
Campagne publicitaire intense. Gare de l'Est, Paris, janvier 2010.

Si la publicité de Chrome lors du lancement est restée relativement faible ou plutôt ciblée, limitée à la page d'accueil du moteur de recherche et de YouTube ou à un spot publicitaire aux États-Unis, une grande campagne publicitaire à grande échelle a commencé le 5 janvier 2010 dans huit pays européens. La publicité est présente sur de très nombreux sites web, mais aussi matériellement sous forme d'affiches dans certaines stations de métro, ou dans certaines publications, à l'exemple de 20 minutes. Cette politique intervient avant le ballot screen, une proposition à l'utilisateur de choisir son navigateur, Internet Explorer étant jusqu'alors proposé par défaut, sans laisser le choix à l'utilisateur basique. Celui-ci fait suite à une condamnation de la Commission européenne, jugeant la situation comme une entrave à la concurrence.
Ainsi, Google, comme il fournit la page d'accueil de son moteur de recherche, y appose un encadré fermable en haut à droite lors de l'affichage de cette page sous IE 6 et 7. Les utilisateurs sous Firefox reçoivent lors de l'anniversaire pour les 2 ans de Chrome début septembre une publicité juste en bas de la barre de saisie de recherche où il est marqué : Téléchargez la toute dernière version de Chrome, la plus rapide à ce jour. Enfin, détenant la plate-forme de partage de vidéos YouTube, un encadré bleu fermable apparaît sur les navigateurs autres que Chrome, montrant le logo ainsi que trois traits horizontaux faisant paraître le logo en train de se déplacer rapidement vers la droite muni du slogan : Essayez YouTube dans un nouveau navigateur Web. Télécharger Google Chrome [réf. souhaitée].

### Distinctions
Lors du Pwn2Own de 2010 à Vancouver, un concours légal de hacking destiné à sécuriser les systèmes informatiques, seul Google Chrome n'a pu être exploité ou manipulé d'une quelconque façon. Les hackers ont affirmé qu'il avait bien quelques failles, mais qu'elles n'étaient qu'extrêmement difficiles à exploiter, et de ce fait, ne s'y sont pas attaqués.
En revanche, en novembre 2010, le navigateur est nommé l'application la plus vulnérable de 2010 par le cabinet Bit9 puisqu'elle aurait comporté 76 failles critiques sur une période de dix mois. Cette annonce n'a pas empêché Google de proposer 20 000 $ à qui hackera avec succès le navigateur, lors du Pwn2Own 2011. Pour l'édition 2012, Google a élevé le budget à un million de dollars.

## Popularité

### Nombre de téléchargements
En 2011, lors de la conférence I/O de Google, on apprenait que le navigateur cumulait 160 millions d’utilisateurs actifs, contre 70 millions à la mi-2010.
Une erreur de stratégie de la part de Microsoft va permettre à Google Chrome de s'imposer. En 2011, Microsoft lance Internet Explorer 9 ; cette édition du navigateur ne sera pas compatible avec Windows XP, alors que ce dernier était encore l'un des systèmes d'exploitation les plus utilisés en 2011. L'enjeu de Microsoft était que les utilisateurs abandonnent Windows XP au profit d'une version plus récente de Windows, mais les utilisateurs ont généralement choisi de changer de navigateur internet et la plupart ont opté pour Google Chrome.
En fin d'année 2011, à la mi-octobre, le nombre était passé au-dessus de 200 millions,,.
En 2016, il devient le navigateur web le plus diffusé en atteignant les 2 milliards de téléchargements et surpasse ainsi ses concurrents Mozilla Firefox et Internet Explorer.

### Part de marché

Évolution du marché des navigateurs web depuis 2008, selon StatCounter

Suivant les régions étudiées, les statistiques évoquées varient considérablement. Ainsi, en mars 2010, en Tunisie, le navigateur affichait 20,56 % de part de marché, ce qui le hissait à égalité avec Firefox. Cette ascension le conduisit à frôler les 50 %, ce qui en 2011 fit de lui le premier navigateur du pays.
Selon l'institut StatCounter, Google Chrome devient en juin 2012 le navigateur le plus utilisé dans le monde, avec environ un tiers des utilisateurs.
Moyenne en pourcents :
- Chrome (Google) (67,7 %)
- Safari (Apple) (15,4 %)
- Edge + IE (Microsoft) (4,8 %)
- Firefox (Mozilla) (2,9 %)
- Samsung Internet (Samsung Electronics) (2,2 %)
- Opera (Opera Software) (1,5 %)
- Autres (5,5 %)

| Source      | Chrome (Google) | Safari (Apple) | Edge + IE (Microsoft) | Firefox (Mozilla) | Samsung Internet (Samsung Electronics) | Opera (Opera Software) | Autres |
| ----------- | --------------- | -------------- | --------------------- | ----------------- | -------------------------------------- | ---------------------- | ------ |
| StatCounter | 66,3 %          | 18,0 %         | 5,3 %                 | 2,6 %             | 2,3 %                                  | 2,1 %                  | 3,4 %  |
| W3Counter   | 69,1 %          | 12,8 %         | 4,3 %                 | 3,2 %             | 2,1 %                                  | 0,9 %                  | 7,6 %  |
| Moyenne     | 67,7 %          | 15,4 %         | 4,8 %                 | 2,9 %             | 2,2 %                                  | 1,5 %                  | 5,5 %  |

| Source      | Chrome (Google) | Safari (Apple) | Samsung Internet (Samsung) | Opera (Opera Software) | UC Browser (UCWeb) | Firefox (Mozilla) | Autres |
| ----------- | --------------- | -------------- | -------------------------- | ---------------------- | ------------------ | ----------------- | ------ |
| StatCounter | 66,9 %          | 22,7 %         | 3,6 %                      | 1,7 %                  | 1,3 %              | 0,6 %             | 3,2 %  |

### Chrome OS, le concept poussé plus loin
Le 7 juillet 2009, Google a annoncé la préparation de son système d'exploitation Chrome OS, basé sur l'interface graphique du navigateur Chrome et sur le noyau Linux. Ce système fonctionnera en ligne de la même façon que ses applications (Google Documents, Gmail, etc.), ce qui lui permet de n'exiger de l'ordinateur sur lequel il fonctionne qu'une faible puissance. Un petit espace de stockage est aussi suffisant. Ce système d'exploitation démarre en moins de 10 secondes, ce qui permet d'accéder rapidement au bureau. Cette vitesse et ses faibles exigences techniques sont un atout important qui lui permet d'être bien adapté aux miniportables (netbooks).

### Réception et critiques
L’annonce par Google de la sortie de ce nouveau navigateur a été accompagnée d’un buzz sur Internet. De nombreuses réactions ont suivi cette annonce.
La présidente de la Fondation Mozilla, Mitchell Baker, a écrit qu'elle était également contente de voir naître un nouveau rival de Firefox. « Cela nous force à sortir un produit qui soit encore meilleur, a-t-elle affirmé. Firefox 3 est un navigateur remarquable, mais nous avons à peine commencé à exploiter tout son potentiel. ».
Dès la mise en téléchargement de la version bêta, les testeurs puis les utilisateurs mêleront louanges et critiques. Alors que l'euphorie d'une révolution de la navigation était supposée par certains[Qui ?], les premiers contacts du monde avec le navigateur concluent à un logiciel basique, limité aux fonctions traditionnelles présentes chez les concurrents, sans innovation notable. On lui reprochera notamment cette limite, puis le manque d'innovation. Les partisans de Firefox le critiqueront par exemple pour l'absence d'extensions (add-ons) (voir Extension (Mozilla)). Toutefois, petit à petit, les tests et l'utilisation révélèrent la vélocité du moteur de Chrome, et sa rapidité d'affichage des pages web. Cet atout fut apprécié, et contribua aux premiers pas de la renommée du navigateur de Google.